# بخش ورثینگتون (شهرستان ریچلند، اوهایو)
بخش ورثینگتون (به انگلیسی: Worthington Township) یک منطقهٔ مسکونی در ایالات متحده آمریکا است که در شهرستان ریچلند، اوهایو واقع شده‌است.
 بخش ورثینگتون ۹۳٫۷ کیلومتر مربع مساحت و ۲٬۷۹۱ نفر جمعیت دارد و ۳۲۳ متر بالاتر از سطح دریا واقع شده‌است.